# Lesoto nos Jogos Olímpicos de Verão de 2000
Lesoto participou dos Jogos Olímpicos de Verão de 2000 em Sydney, Austrália.